# Dolní Moravice
Dolní Moravice (německy Nieder Mohrau, dříve Gross Mohrau) je obec ležící v okrese Bruntál. Má 374 obyvatel.

## Historie
První písemná zmínka o obci pochází z roku 1258, kdy náležela k panství Sovinec. Obyvatelé Dolní Moravice se zabývali především zemědělstvím a výrobou děl. V roce 1712 zde byla vybudována pila a papírna. Existence školy je uváděna od roku 1599.
Od roku 1949 je součástí obce i Horní Moravice a roku 1961 se její součástí stala i Nová Ves, původně hornická obec založená v roce 1604.

## Části obce
- Dolní Moravice (k. ú. Dolní Moravice)
- Horní Moravice (k. ú. Horní Moravice)
- Nová Ves (k. ú. Nová Ves u Rýmařova)

## Vývoj počtu obyvatel
Počet obyvatel celé obce Dolní Moravice podle sčítání nebo jiných úředních záznamů:
| Rok            | 1869 | 1880 | 1890 | 1900 | 1910 | 1921 | 1930 | 1950 | 1961 | 1970 | 1980 | 1991 | 2001 |
| -------------- | ---- | ---- | ---- | ---- | ---- | ---- | ---- | ---- | ---- | ---- | ---- | ---- | ---- |
| Počet obyvatel | 1820 | 1852 | 1790 | 1647 | 1607 | 1534 | 1510 | 820  | 535  | 444  | 373  | 346  | 357  |

V celé obci Dolní Moravice je evidováno 283 adres : 182 čísel popisných (trvalé objekty) a 101 čísel evidenčních (dočasné či rekreační objekty). Při sčítání lidu roku 2001 zde bylo napočteno 162 domů, z toho 83 trvale obydlených.
Počet obyvatel samotné Dolní Moravice podle sčítání nebo jiných úředních záznamů:
| Rok            | 1869 | 1880 | 1890 | 1900 | 1910 | 1921 | 1930 | 1950 | 1961 | 1970 | 1980 | 1991 | 2001 |
| -------------- | ---- | ---- | ---- | ---- | ---- | ---- | ---- | ---- | ---- | ---- | ---- | ---- | ---- |
| Počet obyvatel | 763  | 777  | 767  | 740  | 751  | 756  | 751  | 473  | 261  | 259  | 194  | 198  | 208  |

V samotné Dolní Moravici je evidováno 110 adres : 88 čísel popisných a 22 čísel evidenčních. Při sčítání lidu roku 2001 zde bylo napočteno 76 domů, z toho 54 trvale obydlených.

## Kulturní památky
- Kostel sv. Jakuba Většího – klasicistní stavba se zachovanými částmi původního gotického kostela je kulturní památkou ČR.[8]
- Socha P. Marie Immaculaty stojí při silnici na Malou Štáhli je kulturní památkou ČR.[9]
- Silniční most přes řeku Moravici je kulturní památkou ČR.[10]
- Socha sv. Jana Nepomuckého při silnici na Malou Štáhli je kulturní památkou ČR.[11]
- Venkovská usedlost čp. 17 z poloviny 19. století je kulturní památkou ČR.[12]
- Sloup se sousoším Nejsvětější Trojice ve středu obce je kulturní památkou ČR.[13]

## Osobnosti
- Alois Zöllner (?–1927), majitel dědičné rychty, zemský poslanec